# كلية إيرلهام
كلية إيرلهام (بالإنجليزية: Earlham College)‏ هي كلية فنون ليبرالية خاصة في ريتشموند، إنديانا. تأسست عام 1847م من قبل جمعية الأصدقاء الدينية (الكويكرز)، وتركز بشدة على قيم الكويكر مثل النزاهة والالتزام بالسلام والعدالة الاجتماعية والاحترام المتبادل وصنع القرار في المجتمع. إنها في المقام الأول كلية للطلاب الجامعيين، ولكنها تقدم درجة الماجستير في الآداب في التدريس ولديها خريجون جامعيون، ومن كلياتها كلية إيرلهام للدين، والتي تقدم ثلاث درجات ماجستير: ماجستير في اللاهوت، ماجستير في الكهنوت، وماجستير في الدين.

## الحرم الجامعي
تبلغ مساحة كلية إيرلهام 800 أكر (3.2 كـم2)، ويقع الحرم الجامعي في الطرف الجنوبي الغربي من ريتشموند، إنديانا، وهي مدينة يبلغ عدد سكانها 36812 نسمة (تعداد 2010). ويسمى المقر الرئيسي للحرم الجامعي «القلب». إنه محاط بقاعة إيرلهام (مع اتحاد طلاب رونيان سنتر خلفه مباشرة)، قاعة أولفي-أنديس، مكتبة ليلي، قاعة كاربنتر، مركز لاندروم بولينج، مباني العلوم (قاعة ستانلي، قاعة نويز وقاعة دينيس)، قاعة تايلر، قاعة بوندي وقاعة باريت. يعيش أربعة وتسعون في المائة من طلاب إيرلهام في الحرم الجامعي في مجموعة متنوعة من البيئات. يشتمل الحرم الجامعي على ثماني قاعات للإقامة (قاعة باريت، وبوندي هول، وقاعة إيرلهام، وقاعة ميلز، وهورنر هول، وقاعة أولفي-أنديس، ووارن هول، وقاعة ويلسون)،  و28 بيتًا مخصصًا للصداقة والتعارف، وذلك على الحدود الشمالية والشرقية للحرم الجامعي. طريق الولايات المتحدة رقم 40 يمتد على طول حافة الحرم الجامعي.

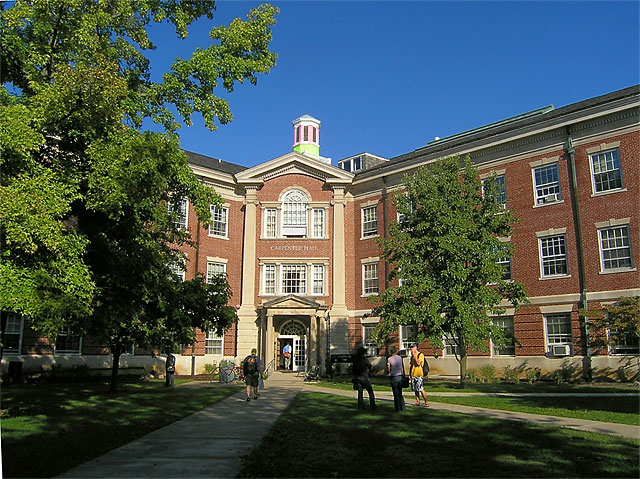
قاعة نجار في كلية إيرلهام

متحف جوزيف مور هو متحف للتاريخ الطبيعي، يقع في الحرم الجامعي، ويديره الطلاب وأعضاء هيئة التدريس بقسم الأحياء، مع التركيز على التاريخ الطبيعي في ولاية إنديانا. مفتوح للجمهور (مجانًا) وتتوفر الجولات عند الطلب. منذ عام 2015م وضعت الكلية رحلات بيئية، ويمكن للزائرين التسجيل في هذه الرحلات والتعرف على خصائص المدرسة في المناطق الطبيعية التي يقودها طلاب البيولوجيا مع ترجمة فورية. غالبية حرم كلية إيرلهام عبارة عن غابة ومروج غير متطورة، بما في ذلك منطقة «الحرم الخلفي» غير المطورة، والتي تعمل كصف دراسي في الهواء الطلق. يقوم قسم الأحياء أيضًا بصيانة وإدارة الغابات البرية على بعد مسافة قصيرة بالسيارة من الحرم الجامعي والذي يستخدم أيضًا في العمل الميداني والرحلات الميدانية الجماعية.
شرعت الكلية في مشاريع تحسين الحرم الجامعي الكبرى والتي بلغت تكلفتها الإجمالية 62.3 مليون دولار. خضع مجمع العلوم (ستانلي ونويس هولز) لتجديد كامل. انتهت الكلية من ستانلي هول بحلول خريف 2013م، وحصلت على شهادة إل إي إي دي الفضية، كما انتهت من إنشاء مركز جديد للعلوم والتكنولوجيا في عام 2015م، ومن المتوقع أن تحصل على تصنيف إل إي إي دي الذهبي. يقع مبنى تايلر هول، الذي بني في الأصل بفضل أندرو كارنيجي غرانت، في حالة من التباطؤ المعتدل خلال العقود القليلة الماضية، وتم تجديده وفقًا لمعايير إل إي إي دي الفضية. يضم تايلر هول الآن قسم القبول في إيرلهام. أنشئ مبنى جديد للفنون الجميلة، وافتتح في أغسطس 2014م، وحصل على شهادة إل إي إي دي الذهبية. كما أنشئ أستاد جديد للبيسبول (خريف 2013م)، وانتهت عمليات التجديد الرئيسية في ملعب كرة القدم قبل موسم 2012م.
اختيرت كلية إيرلهام في بطاقة التقارير الوطنية للاتحاد الوطني للحياة البرية حول الاستدامة في التعليم العالي باعتبارها برامج مثالية. تمثل خطة إيرلهام البيئية (المعتمدة عام 2005م) تقييماً لكيفية تأثير إيرلهام على البيئة، وما هي الخطوات التي تم اتخاذها أو التي يمكن اتخاذها للحد من الآثار؟.

## برامج البرية
كانت إيرلهام واحدة من أوائل الكليات في البلاد التي استهلت برامج الحياة البرية للطلاب والتي يقودها هيئة التدريس، في عام 1970م. صممت هذه البرامج للسنة الأولى، وحول الطلاب الذين حصلوا على ائتمان لهم. ينقسم البرنامج إلى وتر أوقست ويلدرنس وماونتن أوقست ويلدرنس، ويستمر لمدة ثلاثة أسابيع تقريبًا، الزوارق السابقة في متنزه مقاطعة واباكيمي في أونتاريو والمشي الأخير في جبال يونيتا في ولاية يوتا. قام الطلاب بتسلق الجليد، والتزلج بالكلاب، والكهوف، والتجديف بالكاياك بالمياه البيضاء، وتسلق الصخور، وبناء مسارات ودورات التجديف للحصول على الائتمان. قاد البرنامج في الماضي رحلات التجديف في عطلة الربيع إلى متنزه بيج بيند الوطني في جنوب غرب تكساس، وهي عبارة عن دورة فصل دراسي إلى نيوزيلندا ودورة تدريبية لمدة ثلاثة أسابيع بعد انتهاء الفصل الدراسي في فصل الربيع لبرنامج تدريب أغسطس وايلدرنس. تقدم دورات التحدي/التعليم التجريبي على الحبال العالية والمنخفضة بالكلية بالإضافة إلى فرصة الحصول على شهادة «المستجيبون الأولون في البرية» في دورة مكثفة لعطلة الربيع حيث يجب على الطلاب إكمال عمليات الإنقاذ الوهمية. في الماضي أتيحت للطلبة فرصة الالتحاق بمبنى الكلية المكون من ثلاثة طوابق.
في قرار شابته مزاعم بالفساد والظلم للسكان المحليين الكينيين الذين ساعدوا في البرنامج، أوقفت كلية إيرلهام برنامجها المشهور ولم تعد المؤسسة الأمريكية الوحيدة للتعليم العالي التي تسمح للطلاب بدراسة الإشارات على نطاق واسع في موطنهم الأصلي في غابة كاكاميغا.

## روابط خارجية
- الموقع الرسمي
- موقع إيرلهام للألعاب الرياضية